# Lista över olympiska medaljörer i volleyboll
Det här är en lista över medaljörer i volleyboll vid olympiska spelen från 1964 till 2024.
Volleyboll togs med i listan över sporter på det olympiska programmet vid IOK:s 53:e kongress i Sofia i september 1957. Den första turneringen hölls vid de olympiska sommarspelen 1964 i Tokyo där tio herrlag och sex damlag deltog.

## Volleyboll (inomhus)

### Damer

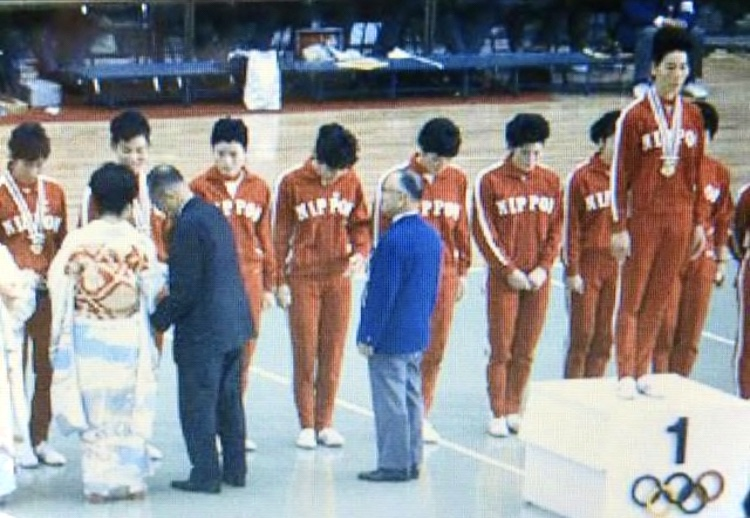
Det japanska damlandslaget vid medaljutdelningen vid OS 1964.

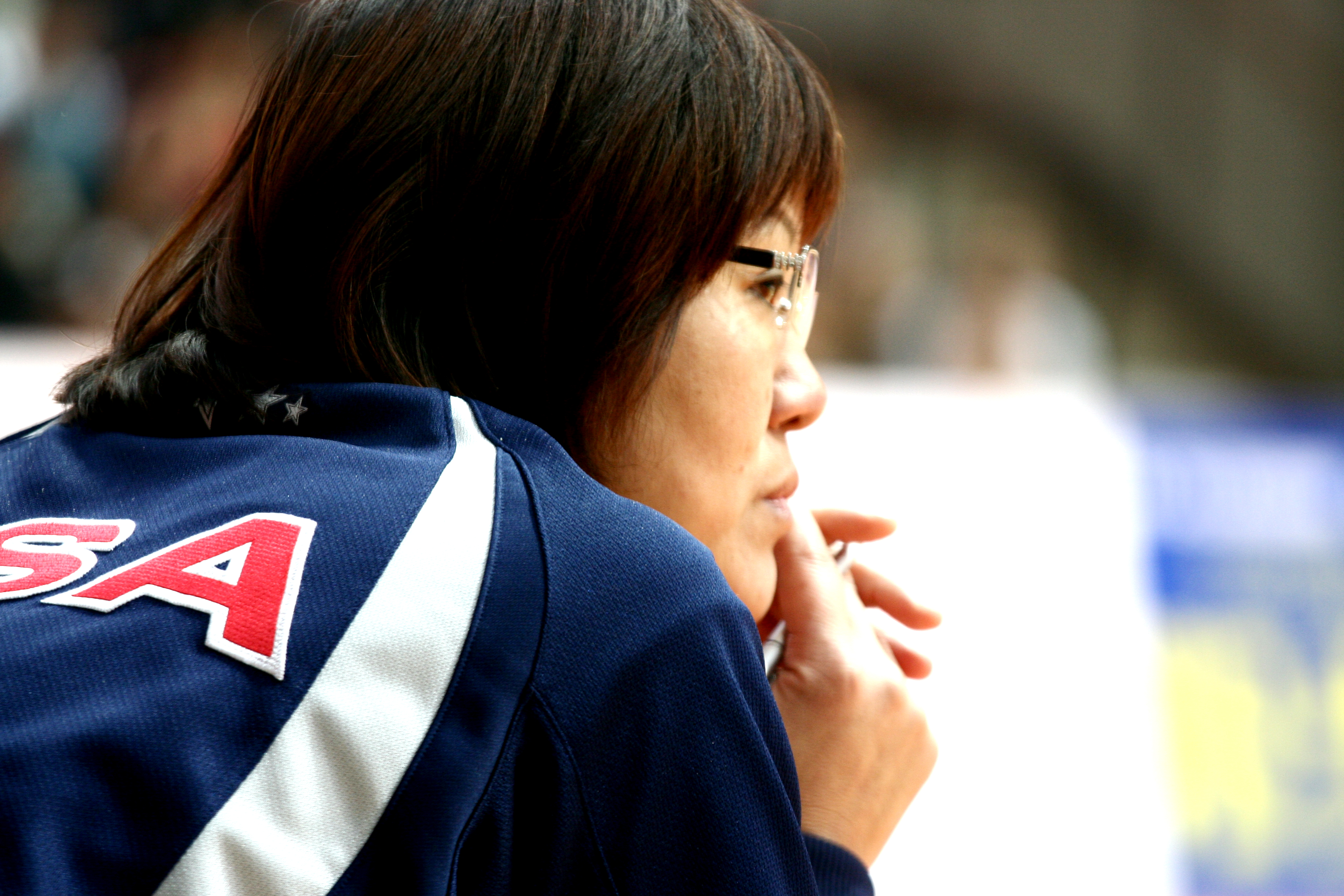
Lang Ping är den enda volleybollspelare som tagit guld både som spelare (1984) och som tränare (2016).

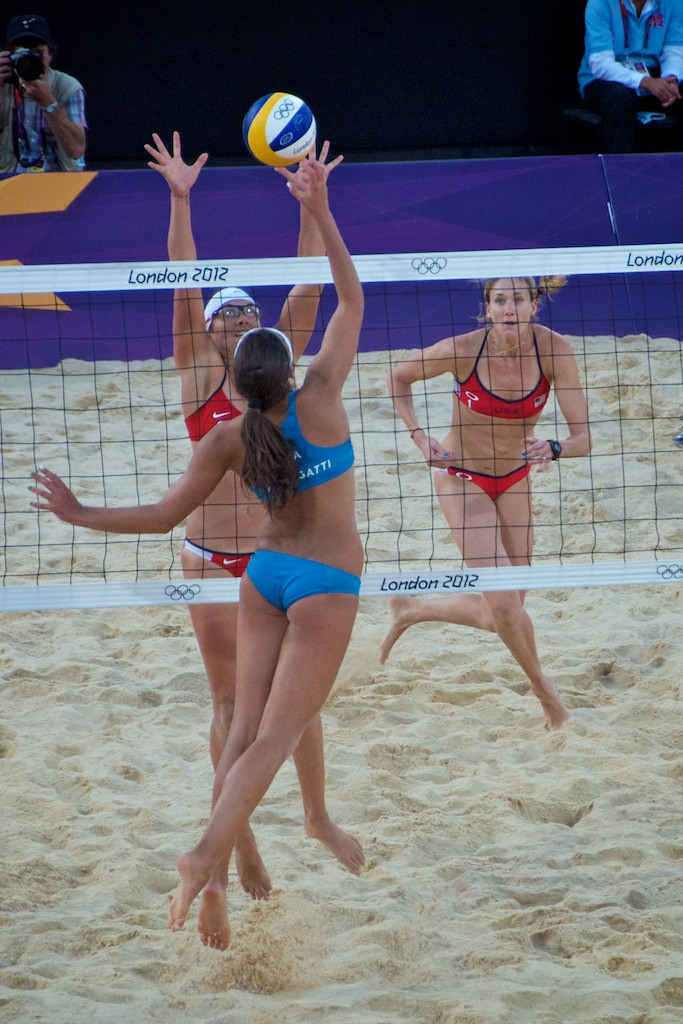
Kerri Walsh Jennings och Misty May-Treanor vann tre raka guldmedaljer 2004, 2008 och 2012.

| Spel                            | Guld | Silver | Brons |
| Tokyo 1964 Detaljer...          | Japan Masae Kasai Emiko Miyamoto Kinuko Tanida Yuriko Handa Yoshiko Matsumura Sata Isobe Katsumi Matsumura Yoko Shinozaki Setsuko Sasaki Yuko Fujimoto Maseko Kondo Ayano Shibuki                                                                          | Sovjetunionen Antonina Ryzjova Astra Biltauer Ninel Lukanina Ljudmila Buldakova Nelli Abramova Tamara Tichonina Valentina Kamenjok-Vinogradova Inna Ryskal Marita Katusjeva Tatiana Rosjtjina Valentina Misjak Ljudmila Gurejeva   | Polen Hanna Busz Krystyna Czajkowska Maria Golimowska Barbara Hermel Krystyna Jakubowska Danuta Kordaczuk Krystyna Krupa Józefa Ledwig Jadwiga Marko Jadwiga Rutkowska Maria Śliwka Zofia Szczęśniewska                             |
| Mexico City 1968 Detaljer...    | Sovjetunionen Ljudmila Buldakova Ljudmila Michailovskaja Tatjana Veinberga Vera Lantratova Vera Galusjka-Dujunova Tatjana Sarytjeva Tatjana Ponjajeva-Tretjakova Nina Smolejeva Inna Ryskal Galina Leontjeva Roza Salichova Valentina Kamenjok-Vinogradova | Japan Sachiko Fukunaka Makiko Furukawa Keiko Hama Setsuko Inoue Toyoko Iwahara Yōko Kasahara Yukiyo Kojima Sumie Oinuma Aiko Onozawa Kunie Shishikura Suzue Takayama Setsuko Yoshida                                               | Polen Halina Aszkiełowicz Lidia Chmielnicka Krystyna Czajkowska Krystyna Jakubowska Krystyna Krupa Jadwiga Książek Józefa Ledwig Barbara Niemczyk Krystyna Ostromęcka Elżbieta Porzec Zofia Szczęśniewska Wanda Wiecha              |
| München 1972 Detaljer...        | Sovjetunionen Ljudmila Borozna Ljudmila Buldakova Vera Galusjka-Dujunova Tatjana Gonobobleva Natalija Kudreva Galina Leontjeva Tatjana Ponjajeva-Tretjakova Inna Ryskal Roza Salichova Tatjana Sarytjeva Nina Smolejeva Ljubov Tiurina                     | Japan Makiko Furukawa Keiko Hama Takako Iida Toyoko Iwahara Katsumi Matsumura Sumie Oinuma Mariko Okamoto Seiko Shimakage Michiko Shiokawa Takako Shirai Noriko Yamashita Yaeko Yamazaki                                           | Nordkorea Hwang He-suk Jang Ok-rim Jong Ok-jin Kang Ok-sun Kim Zung-bok Kim Myong-suk Kim Su-dae Kim Yeun-ja Paek Myong-suk Ri Chun-ok Ryom Chun-ja                                                                                 |
| Montreal 1976 Detaljer...       | Japan Yuko Arakida Takako Iida Katsuko Kanesaka Kiyomi Kato Echiko Maeda Noriko Matsuda Mariko Okamoto Takako Shirai Shoko Takayanagi Hiromi Yano Juri Yokoyama Mariko Yoshida                                                                             | Sovjetunionen Larisa Bergen Ljudmila Tjernysjova Olga Kozakova Natalija Kusjnir Nina Muradjan Lilija Osadtja Hanna Rostova Ljubov Rudovskaja Inna Ryskal Ljudmila Sjtjetinina Nina Smolejeva Zoja Jusova                           | Sydkorea Baik Myung-sun Byon Kyung-ja Chang Hee-sook Jo Hea-jung Jung Soon-ok Lee Soon-bok Lee Soon-ok Ma Kum-ja Park Mi-kum Yoon Young-nae Yu Jung-hyae Yu Kyung-hwa                                                               |
| Moskva 1980 Detaljer...         | Sovjetunionen Jelena Achaminova Jelena Andrejuk Svetlana Badulina Ljudmila Tjernysjova Ljubov Kozyreva Lidija Loginova Irina Makogonova Svetlana Nikishina Larisa Pavlova Nadezjda Radzevitj Natalija Razumova Olga Solovova                               | Östtyskland Katharina Bullin Barbara Czekalla Brigitte Fetzer Andrea Heim Ute Kostrzewa Heike Lehmann Christine Mummhardt Karin Püschel Karla Roffeis Martina Schmidt Annette Schultz Anke Westendorf                              | Bulgarien Verka Borisova Tsvetana Bozhurina Rositsa Dimitrova Tanya Dimitrova Maya Georgieva Margarita Gerasimova Tanya Gogova Valentina Ilieva Rumyana Kaisheva Anka Khristolova Silviya Petrunova Galina Stancheva                |
| Los Angeles 1984 Detaljer...    | Kina Hou Yuzhu Jiang Ying Lang Ping Li Yanjun Liang Yan Su Huijuan Yang Xiaojun Yang Xilan Zhang Rongfang Zheng Meizhu Zhou Xiaolan Zhu Ling | USA Jeanne Beauprey Carolyn Becker Linda Chisholm Rita Crockett Laurie Flachmeier Debbie Green Flo Hyman Rose Magers Kimberly Ruddins Julie Vollertsen Paula Weishoff Susan Woodstra                                               | Japan Yumi Maruyama Norie Hiro Miyoko Hirose Kyoko Ishida Yoko Kagabu Yuko Mitsuya Keiko Miyajima Kimie Morita Kumi Nakada Emiko Odaka Sachiko Otani Kayoko Sugiyama                                                                |
| Seoul 1988 Detaljer...          | Sovjetunionen Valentina Ogijenko Jelena Volkova Marina Kumysj Irina Smirnova Tatjana Sidorenko Irina Parchomtjuk Tatjana Krajnova Olga Sjkurnova Marina Nikulina Jelena Ovtjinnikova Olga Krivosjejeva Svetlana Korytova                                   | Peru Luisa Cervera Alejandra de la Guerra Denisse Fajardo Miriam Gallardo Rosa García Sonia Heredia Katherine Horny Natalia Málaga Gabriela Pérez del Solar Cecilia Tait Gina Torrealva Cenaida Uribe                              | Kina Li Guojun Zhao Hong Hou Yuzhu Wang Yajun Yang Xilan Su Huijuan Jiang Ying Cui Yongmei Yang Xiaojun Zheng Meizhu Wu Dan Li Yueming                                                                                              |
| Barcelona 1992 Detaljer...      | Kuba Regla Bell Mercedes Calderón Magaly Carvajal Marlenis Costa Idalmis Gato Lilia Izquierdo Norka Latamblet Mireya Luis Tania Ortiz Raisa O'Farril Regla Torres Ana Fernández                                                                            | OSS Valentina Ogijenko Natalija Morozova Marina Nikulina Jelena Tjurina Irina Smirnova Tatjana Sidorenko Tatjana Mensjova Jevgenija Artamonova Galina Lebedeva Svetlana Vasiljevskaja Jelena Čebukina Svetlana Korytova            | USA Liane Sato Paula Weishoff Yoko Zetterlund Elaina Oden Kimberley Oden Teee Sanders Caren Kemner Ruth Lawanson Tammy Liley Janet Cobbs Tara Cross-Battle Lori Endicott                                                            |
| Atlanta 1996 Detaljer...        | Kuba Taismary Agüero Regla Bell Magaly Carvajal Marlenis Costa Ana Fernández Mirka Francia Idalmis Gato Lilia Izquierdo Mireya Luis Raisa O'Farrill Yumilka Ruíz Regla Torres                                                                              | Kina Cui Yongmei He Qi Lai Yawen Li Yan Liu Xiaoning Pan Wenli Sun Yue Wang Lina Wang Yi Wang Ziling Wu Yongmei Zhu Yunying | Brasilien Ana Ida Alvares Leila Barros Filo Bodziak Hilma Caldeira Ana Connelly Marcia Cunha Virna Dias Ana Moser Ana Sanglard Hélia Souza Sandra Suruagy Fernanda Venturini                                                        |
| Sydney 2000 Detaljer...         | Kuba Taismary Agüero Zoila Barros Regla Bell Marlenis Costa Ana Fernández Mirka Francia Idalmis Gato Lilia Izquierdo Mireya Luis Yumilka Ruíz Marta Sánchez Regla Torres                                                                                   | Ryssland Jevgenija Artamonova Anastasija Belikova Ljubov Sokolova Jekaterina Gamova Jelena Godina Tatjana Gratjeva Natalija Morozova Olga Potasjova Inessa Sargsjan Jelizaveta Tisjtjenko Jelena Tjurina Jelena Vasiljevskaja      | Brasilien Leila Barros Érika Coimbra Janina Conceição Virna Dias Kely Fraga Ricarda Lima Kátia Lopes Elisângela Oliveira Walewska Oliveira Karin Rodrigues Raquel Silva Hélia Souza                                                 |
| Aten 2004 Detaljer...           | Kina Chen Jing Feng Kun Li Shan Liu Yanan Song Nina Wang Lina Yang Hao Zhang Na Zhang Ping Zhang Yuehong Zhao Ruirui Zhou Suhong | Ryssland Jevgenija Artamonova Ljubov Sokolova Olga Tjukanova Jekaterina Gamova Aleksandra Korukovets Olga Nikolajeva Jelena Plotnikova Natalija Safronova Marina Sjesjenina Irina Tebenichina Jelizaveta Tisjtjenko Jelena Tjurina | Kuba Zoila Barros Rosir Calderón Nancy Carrillo Ana Fernández Maybelis Martínez Liana Mesa Anniara Muñoz Yaima Ortíz Daimí Ramírez Yumilka Ruíz Marta Sánchez Dulce Téllez                                                          |
| Peking 2008 Detaljer...         | Brasilien Walewska Oliveira Carolina Albuquerque Marianne Steinbrecher Paula Pequeno Thaísa Menezes Hélia Souza Valeska Menezes Fabiana Claudino Welissa Gonzaga Jaqueline Carvalho Sheilla Castro Fabiana de Oliveira                                     | USA Ogonna Nnamani Danielle Scott-Arruda Tayyiba Haneef-Park Lindsey Berg Stacy Sykora Nicole Davis Heather Bown Jennifer Joines Kim Glass Robyn Ah Mow-Santos Kim Willoughby Logan Tom                                            | Kina Wang Yimei Feng Kun Yang Hao Liu Yanan Wei Qiuyue Xu Yunli Zhou Suhong Zhao Ruirui Xue Ming Li Juan Zhang Na Ma Yunwen |
| London 2012 Detaljer...         | Brasilien Fabiana Claudino Dani Lins Paula Pequeno Adenízia da Silva Thaísa Menezes Jaqueline Carvalho Fernanda Ferreira Tandara Caixeta Natália Pereira Sheilla Castro Fabiana de Oliveira Fernanda Garay                                                 | USA Danielle Scott-Arruda Tayyiba Haneef-Park Lindsey Berg Tamari Miyashiro Nicole Davis Jordan Larson Megan Hodge Christa Harmotto Logan Tom Foluke Akinradewo Courtney Thompson Destinee Hooker                                  | Japan Erika Araki Yukiko Ebata Kaori Inoue Maiko Kano Saori Kimura Hitomi Nakamichi Ai Otomo Saori Sakoda Yuko Sano Risa Shinnabe Yoshie Takeshita Mai Yamaguchi                                                                    |
| Rio de Janeiro 2016 Detaljer... | Kina Ding Xia Gong Xiangyu Hui Ruoqi Lin Li Liu Xiaotong Wei Qiuyue Xu Yunli Yan Ni Yang Fangxu Yuan Xinyue Zhang Changning Zhu Ting | Serbien Tijana Bošković Jovana Brakočević Bianka Buša Tijana Malešević Brankica Mihajlović Jelena Nikolić Maja Ognjenović Silvija Popović Milena Rašić Jovana Stevanović Stefana Veljković Bojana Živković                         | USA Rachael Adams Foluke Akinradewo Kayla Banwarth Alisha Glass Christa Harmotto Kimberly Hill Jordan Larson Carli Lloyd Karsta Lowe Kelly Murphy Kelsey Robinson Courtney Thompson                                                 |
| Tokyo 2020 Detaljer...          | USA Foluke Akinradewo Michelle Bartsch-Hackley Andrea Drews Micha Hancock Kimberly Hill Jordan Larson Chiaka Ogbogu Jordyn Poulter Kelsey Robinson Jordan Thompson Haleigh Washington Justine Wong-Orantes                                                 | Brasilien Camila Brait Tandara Caixeta Mácris Carneiro Ana Beatriz Corrêa Ana Carolina da Silva Ana Cristina de Souza Fernanda Garay Carol Gattaz Gabriela Guimarães Rosamaria Montibeller Natália Pereira Roberta Ratzke          | Serbien Bianka Buša Mina Popović Slađana Mirković Brankica Mihajlović Maja Ognjenović Ana Bjelica Maja Aleksić Milena Rašić Silvija Popović Tijana Bošković Bojana Milenković Jelena Blagojević                                     |
| Paris 2024 Detaljer...          | Italien Marina Lubian Carlotta Cambi Monica De Gennaro Alessia Orro Caterina Bosetti Anna Danesi Myriam Sylla Paola Egonu Sarah Fahr Loveth Omoruyi Ekaterina Antropova Gaia Giovannini Ilaria Spirito                                                     | USA Micha Hancock Jordyn Poulter Avery Skinner Justine Wong-Orantes Lauren Carlini Jordan Larson Annie Drews Jordan Thompson Haleigh Washington Dana Rettke Kathryn Plummer Kelsey Robinson Cook Chiaka Ogbogu                     | Brasilien Nyeme Costa Diana Duarte Mácris Carneiro Thaísa Menezes Rosamaria Montibeller Roberta Ratzke Gabriela Guimarães Ana Cristina de Souza Natália Araújo Ana Carolina da Silva Júlia Bergmann Tainara Santos Lorenne Teixeira |

### Herrar

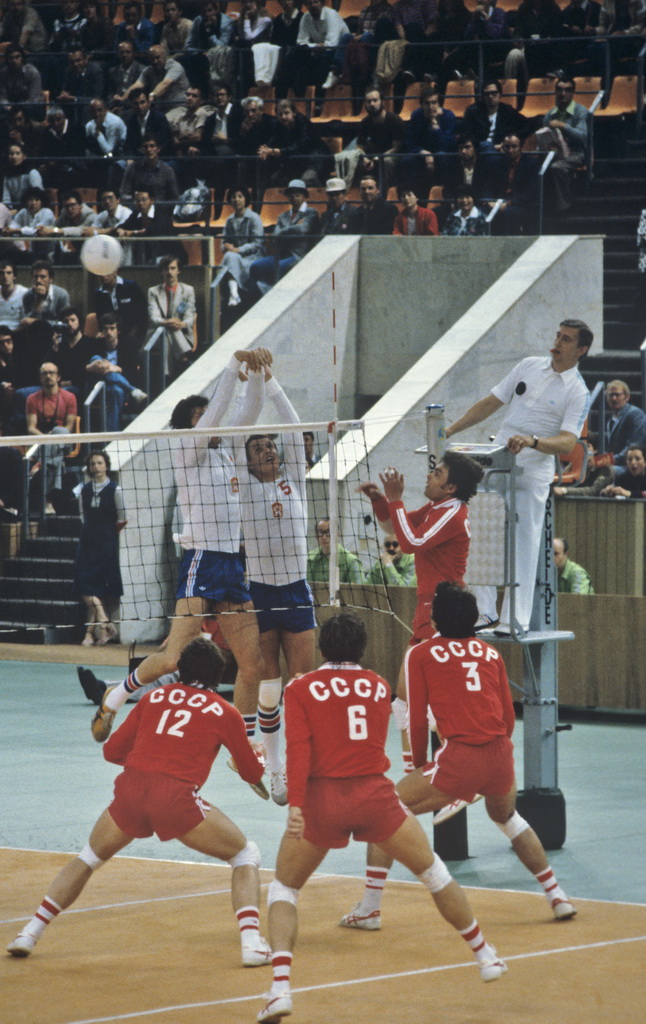
Sovjetunionen möter Tjeckoslovakien under OS 1980.

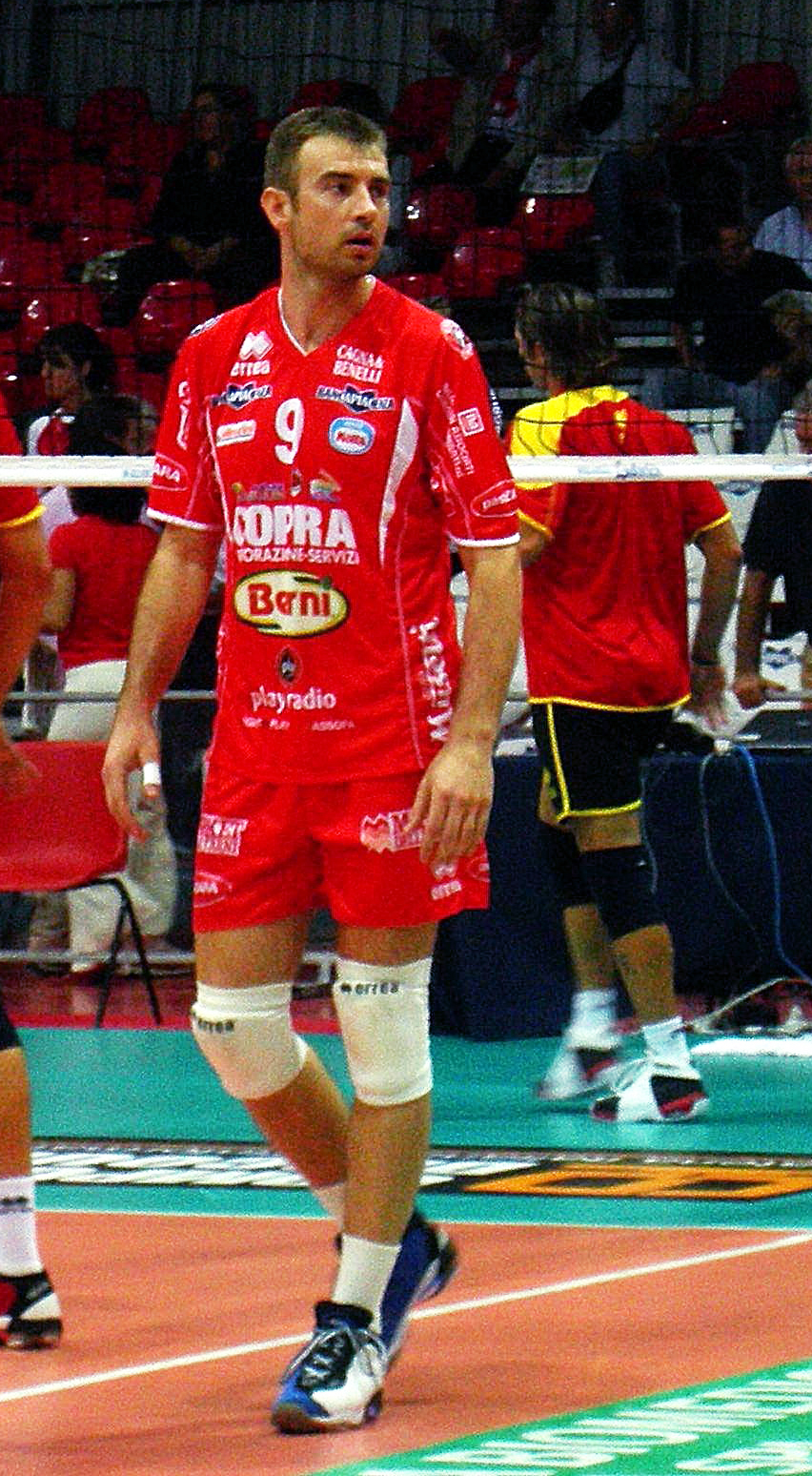
Nikola Grbić tog brons 1996 och guld 2000 för Jugoslavien.

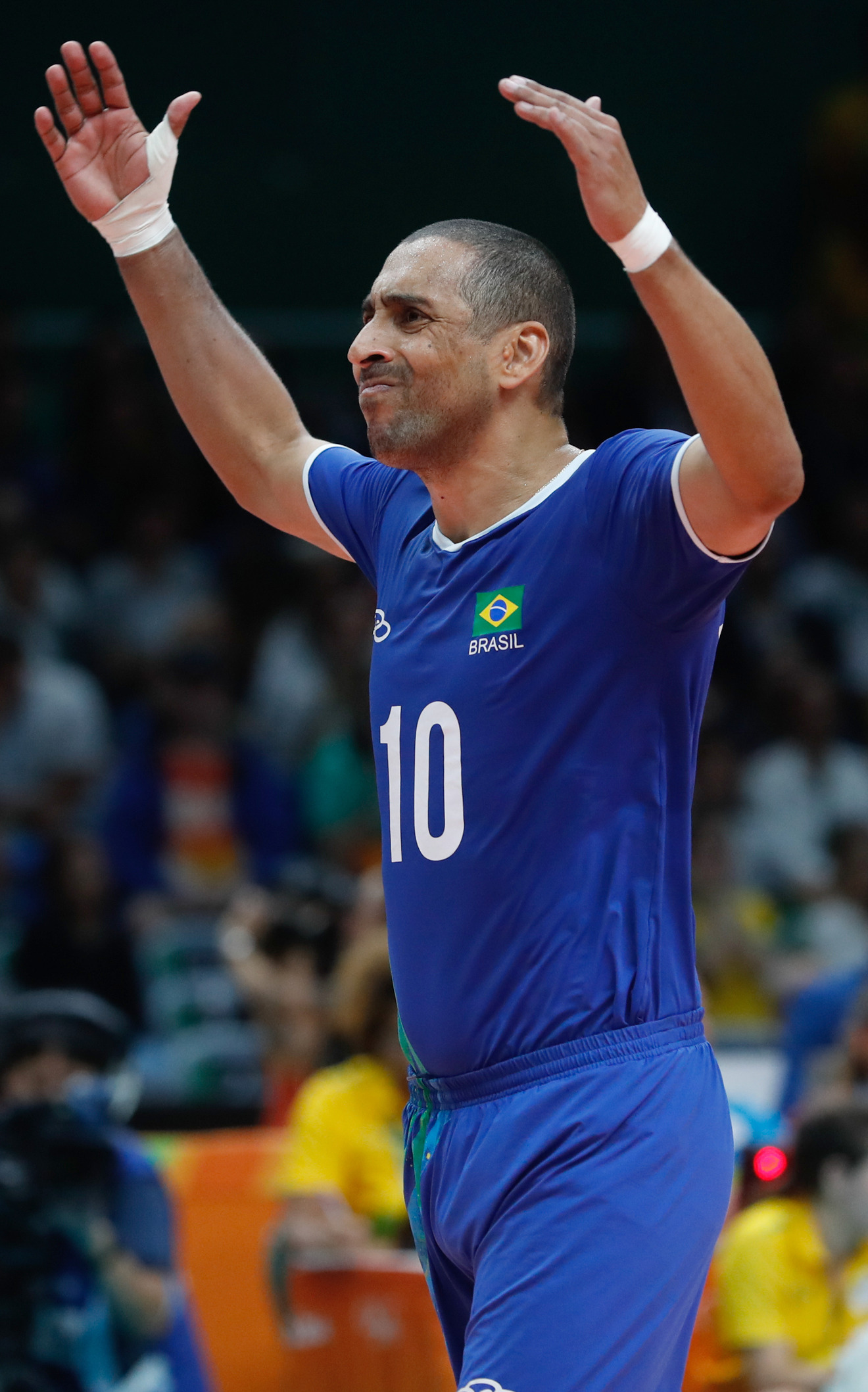
Sérgio Santos har spelat final i fyra raka olympiska spel (guld 2004 och 2016, silver 2008 och 2012).

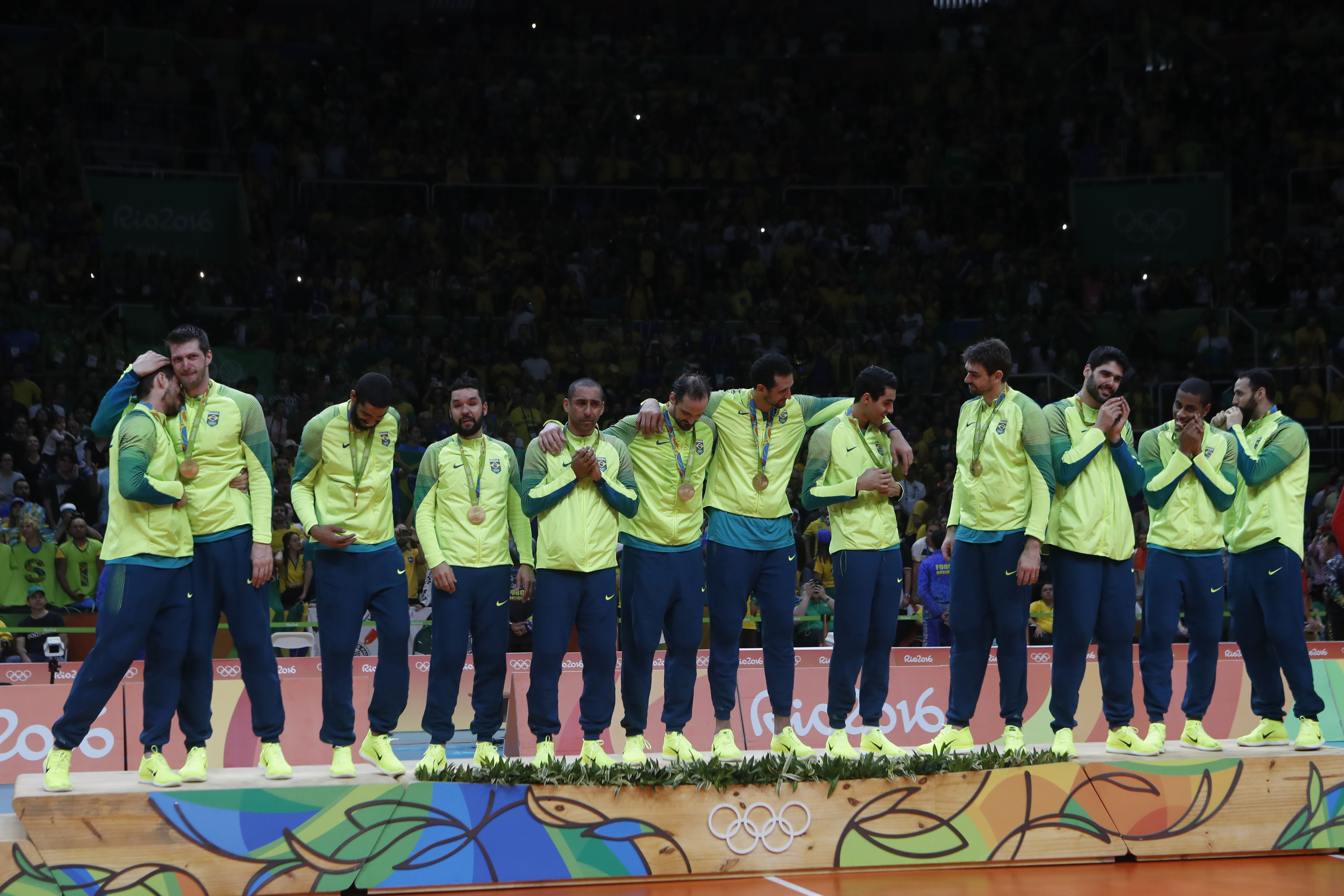
Brasiliens herrlandslag på prispallen 2016.

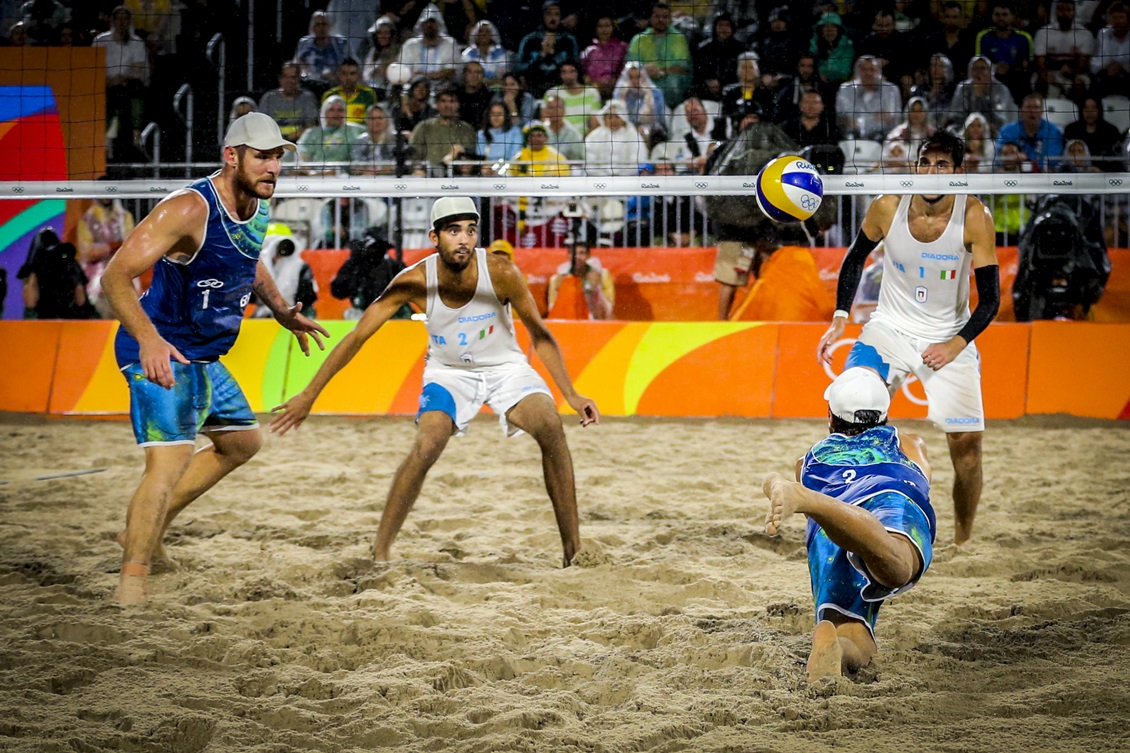
Bruno Oscar Schmidt kastar sig efter bollen under finalen 2016.

| Spel                            | Guld | Silver | Brons |
| Tokyo 1964 Detaljer...          | Sovjetunionen Ivans Bugajenkovs Nikolaj Burobin Jurij Tjesnokov Vasja Katsjarava Valerij Kalatjichin Vitalij Kovalenko Staņislavs Lugailo Georgij Mondzolevskij Jurij Pojarkov Eduard Sibirjakov Jurij Vengerovskij Dmitrij Voskobojnikov | Tjeckoslovakien Milan Čuda Bohumil Golián Zdeněk Humhal Petr Kop Josef Labuda Josef Musil Karel Paulus Boris Perušič Pavel Schenk Václav Šmídl Josef Šorm Ladislav Toman                                                                                              | Japan Yutaka Demachi Tsutomu Koyama Sadatoshi Sugahara Naohiro Ikeda Yasutaka Sato Toshiaki Kosedo Tokihiko Higuchi Masayuki Minami Takeshi Tokutomi Teruhisa Moriyama Yūzo Nakamura Katsutoshi Nekoda                 |
| Mexico City 1968 Detaljer...    | Sovjetunionen Oļegs Antropovs Ivans Bugajenkovs Volodymyr Bjeljajev Volodymyr Ivanov Valerij Kravtjenko Jevhen Lapinskij Vasilijus Matuševas Viktor Michaltjuk Georgij Mondzolevskij Jurij Pojarkov Eduard Sibirjakov Borys Teresjtjuk    | Japan Naohiro Ikeda Kenji Kimura Isao Koizumi Masayuki Minami Yasuaki Mitsumori Jungo Morita Katsutoshi Nekoda Seiji Oko Tetsuo Satō Kenji Shimaoka Mamoru Shiragami Tadayoshi Yokota                                                                                 | Tjeckoslovakien Bohumil Golián Zdeněk Groessl Petr Kop Drahomír Koudelka Josef Musil Vladimír Petlák Antonín Procházka Pavel Schenk Josef Smolka František Sokol Jiří Svoboda Lubomír Zajíček                          |
| München 1972 Detaljer...        | Japan Yoshihide Fukao Kenji Kimura Masayuki Minami Jungo Morita Yūzo Nakamura Katsutoshi Nekoda Tetsuo Nishimoto Yasuhiro Noguchi Seiji Oko Tetsuo Satō Kenji Shimaoka Tadayoshi Yokota                                                   | Östtyskland Horst Hagen Wolfgang Löwe Wolfgang Maibohm Jürgen Maune Horst Peter Eckehard Pietzsch Siegfried Schneider Arnold Schulz Rudi Schumann Rainer Tscharke Wolfgang Webner Wolfgang Weise                                                                      | Sovjetunionen Valerij Kravtjenko Jurij Pojarkov Jevhen Lapinskij Jefim Tjulak Vladimir Putjatov Vladimir Patkin Leonid Zajko Jurij Starunskij Vladimir Kondra Vjatjeslav Domani Viktor Borsjtj Aleksandr Saprykin      |
| Montreal 1976 Detaljer...       | Polen Bronisław Bebel Ryszard Bosek Wiesław Gawłowski Marek Karbarz Lech Łasko Zbigniew Lubiejewski Mirosław Rybaczewski Włodzimierz Sadalski Edward Skorek Włodzimierz Stefański Tomasz Wójtowicz Zbigniew Zarzycki                      | Sovjetunionen Vladimir Tjernysjov Jefim Tjulak Vladimir Dorochov Aleksandr Jermilov Vladimir Kondra Oleh Molyboha Anatolij Polisjtjuk Aleksandr Savin Pāvels Seļivanovs Jurij Starunskij Vladimir Ulanov Vjatjeslav Zajtsev                                           | Kuba Alfredo Figueredo Víctor García Diego Lapera Leonel Marshall Steward, Sr. Ernesto Martínez Lorenzo Martínez Jorge Pérez Antonio Rodríguez Carlos Salas Victoriano Sarmientos Jesús Savigne Raúl Vilches           |
| Moskva 1980 Detaljer...         | Sovjetunionen Vladimir Tjernysjov Vladimir Dorochov Aleksandr Jermilov Vladimir Kondra Valerij Kryvov Fedir Lasjtjonov Viljar Loor Oleh Molyboha Jurij Pantjenko Aleksandr Savin Pāvels Seļivanovs Vjatjeslav Zajtsev                     | Bulgarien Yordan Angelov Dimitar Dimitrov Stefan Dimitrov Stoyan Gunchev Hristo Iliev Petko Petkov Kaspar Simeonov Hristo Stoyanov Mitko Todorov Tsano Tsanov Emil Valtchev Dimităr Zlatanov                                                                          | Rumänien Marius Căta-Chiţiga Valter Chifu Laurenţiu Dumănoiu Günther Enescu Dan Gîrleanu Sorin Macavei Viorel Manole Florin Mina Corneliu Oros Neculae Pop Constantin Sterea Nicu Stoian                               |
| Los Angeles 1984 Detaljer...    | USA Douglas Dvorak David Saunders Steven Salmons Paul Sunderland Rich Duwelius Steve Timmons Craig Buck Marc Waldie Chris Marlowe Aldis Berzins Patrick Powers Karch Kiraly                                                               | Brasilien Amauri Ribeiro Antônio Carlos Gueiros Ribeiro Bernard Rajzman Bernardo Rocha de Rezende Domingos Lampariello Neto Fernando Roscio de Ávila Marcus Vinícius Simões Freire Montanaro Renan Dal Zotto Rui Campos do Nascimento William Carvalho da Silva Xandó | Italien Franco Bertoli Francesco Dall'Olio Giancarlo Dametto Guido De Luigi Giovanni Errichiello Giovanni Lanfranco Andrea Lucchetta Pier Paolo Lucchetta Marco Negri Piero Rebaudengo Paolo Vecchi Fabio Vullo        |
| Seoul 1988 Detaljer...          | USA Craig Buck Bob Ctvrtlik Scott Fortune Karch Kiraly Ricci Luyties Robert Partie Jonathan Root Eric Sato David Saunders Jeff Stork Troy Tanner Steve Timmons                                                                            | Sovjetunionen Jaroslav Antonov Jurij Tjerednik Jevgenij Krasilnikov Andrej Kuznetsov Valerij Losev Jurij Panchenko Igor Runov Jurij Sapega Vladimir Sjkurichin Oleksandr Sorokalet Raimonds Vilde Vjatjeslav Zajtsev                                                  | Argentina Daniel Castellani Daniel Colla Hugo Conte Juan Cuminetti Esteban de Palma Alejandro Diz Waldo Kantor Esteban Martínez Raúl Quiroga Jon Uriarte Carlos Weber Claudio Zulianello                               |
| Barcelona 1992 Detaljer...      | Brasilien Amauri Ribeiro Antônio Carlos Gouveia Douglas Chiarotti Giovane Gávio Janelson Carvalho Jorge Edson Brito Maurício Lima Marcelo Negrão Paulo André Silva André Felipe Ferreira Talmo Alexandre Samuel                           | Nederländerna Edwin Benne Peter Blangé Ron Boudrie Henk-Jan Held Martin van der Horst Marko Klok Olof van der Meulen Jan Posthuma Avital Selinger Martin Teffer Ronald Zoodsma Ron Zwerver                                                                            | USA Nick Becker Carlos Briceno Bob Ctvrtlik Scott Fortune Dan Greenbaum Brent Hilliard Bryan Ivie Douglas Partie Bob Samuelson Eric Sato Jeff Stork Steve Timmons                                                      |
| Atlanta 1996 Detaljer...        | Nederländerna Peter Blangé Guido Görtzen Rob Grabert Henk-Jan Held Misha Latuhihin Jan Posthuma Brecht Rodenburg Richard Schuil Bas van de Goor Mike van de Goor Olof van der Meulen Ron Zwerver                                          | Italien Lorenzo Bernardi Vigor Bovolenta Marco Bracci Luca Cantagalli Andrea Gardini Andrea Giani Pasquale Gravina Marco Meoni Samuele Papi Andrea Sartoretti Paolo Tofoli Andrea Zorzi                                                                               | Jugoslavien Vladimir Batez Dejan Brđović Đorđe Đurić Andrija Gerić Nikola Grbić Vladimir Grbić Rajko Jokanović Slobodan Kovač Đula Mešter Žarko Petrović Željko Tanasković Goran Vujević                               |
| Sydney 2000 Detaljer...         | Jugoslavien Vladimir Batez Slobodan Kovač Slobodan Boškan Đula Mešter Vasa Mijić Nikola Grbić Vladimir Grbić Andrija Gerić Goran Vujević Ivan Miljković Veljko Petković Igor Vušurović                                                    | Ryssland Vadim Chamuttskich Ruslan Olichver Valerij Gorjusjev Igor Sjulepov Aleksej Kazakov Jevgenij Mitkov Sergej Tetjuchin Roman Jakovlev Konstantin Usjakov Aleksandr Gerasimov Ilja Saveljev Aleksej Kulesjov                                                     | Italien Andrea Gardini Marco Meoni Pasquale Gravina Luigi Mastrangelo Paolo Tofoli Samuele Papi Andrea Sartoretti Marco Bracci Simone Rosalba Mirko Corsano Andrea Giani Alessandro Fei                                |
| Aten 2004 Detaljer...           | Brasilien Giovane Gávio André Heller Maurício Lima Gilberto Godoy Filho André Nascimento Sérgio Santos Anderson Rodrigues Nalbert Bitencourt Gustavo Endres Rodrigo Santana Ricardo Garcia Dante Amaral                                   | Italien Luigi Mastrangelo Valerio Vermiglio Samuele Papi Andrea Sartoretti Alberto Cisolla Ventzislav Simeonov Damiano Pippi Andrea Giani Alessandro Fei Paolo Tofoli Paolo Cozzi Matej Černič                                                                        | Ryssland Stanislav Dinejkin Sergej Baranov Pavel Abramov Aleksej Kazakov Sergej Tetjuchin Vadim Chamuttskich Aleksandr Kosarjev Konstantin Usjakov Taras Chtej Andrej Jegortjev Aleksej Verbov Aleksej Kulesjov        |
| Peking 2008 Detaljer...         | USA Lloy Ball Sean Rooney David Lee Richard Lambourne William Priddy Ryan Millar Riley Salmon Thomas Hoff Clayton Stanley Kevin Hansen Gabriel Gardner Scott Touzinsky                                                                    | Brasilien Bruno Rezende Marcelo Elgarten André Heller Samuel Fuchs Gilberto Godoy Filho Murilo Endres André Nascimento Sérgio Santos Anderson Rodrigues Gustavo Endres Rodrigo Santana Dante Amaral                                                                   | Ryssland Aleksandr Kornejev Semjon Poltavskij Aleksandr Kosarjev Sergej Grankin Sergej Tetjuchin Vadim Chamuttskich Jurij Berezjko Aleksej Ostapenko Aleksandr Volkov Aleksej Verbov Maksim Michajlov Aleksej Kulesjov |
| London 2012 Detaljer...         | Ryssland Nikolaj Apalikov Taras Chtej Sergej Grankin Sergej Tetjuchin Aleksandr Sokolov Jurij Berezjko Aleksandr Butko Dmitrij Muserskij Dmitrij Ilinych Maksim Michajlov Aleksandr Volkov Aleksej Obmotjajev                             | Brasilien Bruno Rezende Wallace de Souza Sidnei dos Santos Júnior Leandro Vissotto Gilberto Godoy Filho Murilo Endres Sérgio Santos Thiago Soares Alves Rodrigo Santana Lucas Saatkamp Ricardo Garcia Dante Amaral                                                    | Italien Cristian Savani Luigi Mastrangelo Simone Parodi Samuele Papi Michal Lasko Ivan Zajtsev Dante Boninfante Dragan Travica Alessandro Fei Emanuele Birarelli Andrea Bari Andrea Giovi                              |
| Rio de Janeiro 2016 Detaljer... | Brasilien William Arjona Éder Carbonera Wallace de Souza Luiz Felipe Fonteles Evandro Guerra Ricardo Lucarelli Bruno Rezende Lucas Saatkamp Sérgio Santos Maurício Silva Douglas Souza Maurício Souza                                     | Italien Oleg Antonov Emanuele Birarelli Simone Buti Massimo Colaci Simone Giannelli Osmany Juantorena Filippo Lanza Matteo Piano Salvatore Rossini Daniele Sottile Luca Vettori Ivan Zajtsev                                                                          | USA Matthew Anderson Aaron Russell Taylor Sander David Lee Kawika Shoji William Priddy Murphy Troy Thomas Jaeschke Micah Christenson Maxwell Holt David Smith Erik Shoji                                               |
| Tokyo 2020 Detaljer...          | Frankrike Stephen Boyer Antoine Brizard Daryl Bultor Barthélémy Chinenyeze Trévor Clévenot Jenia Grebennikov Nicolas Le Goff Yacine Louati Earvin N'Gapeth Jean Patry Kevin Tillie Benjamin Toniutti                                      | ROC Denis Bogdan Valentin Golubjev Ivan Jakovlev Jegor Kljuka Igor Kobzar Iljas Kurkajev Maksim Michajlov Pavel Pankov Viktor Poletajev Jaroslav Podlesnych Dmitrij Volkov Artiom Volvitj                                                                             | Argentina Facundo Conte Santiago Danani Luciano De Cecco Agustín Loser Bruno Lima Nicolás Méndez Ezequiel Palacios Federico Pereyra Cristian Poglajen Martín Ramos Matías Sánchez Sebastián Solé                       |
| Paris 2024 Detaljer...          | Frankrike Barthélémy Chinenyeze Jenia Grebennikov Jean Patry Benjamin Toniutti Kévin Tillie Earvin N'Gapeth Antoine Brizard Nicolas Le Goff Trévor Clévenot Yacine Louati Théo Faure Quentin Jouffroy                                     | Polen Łukasz Kaczmarek Bartosz Kurek Wilfredo León Aleksander Śliwka Grzegorz Łomacz Jakub Kochanowski Kamil Semeniuk Paweł Zatorski Marcin Janusz Mateusz Bieniek Tomasz Fornal Norbert Huber                                                                        | USA Matt Anderson Aaron Russell Jeffrey Jendryk Torey DeFalco Micah Christenson Maxwell Holt Micah Maʻa Thomas Jaeschke Garrett Muagututia Taylor Averill David Smith Erik Shoji                                       |

## Beachvolleyboll

### Damer
| Spel                            | Guld                                               | Silver                                             | Brons                                      |
| Atlanta 1996 Detaljer...        | Jackie Silva och Sandra Pires (BRA)                | Mônica Rodrigues och Adriana Samuel (BRA)          | Natalie Cook och Kerri Pottharst (AUS)     |
| Sydney 2000 Detaljer...         | Natalie Cook och Kerri Pottharst (AUS)             | Adriana Behar och Shelda Bede (BRA)                | Adriana Samuel och Sandra Pires (BRA)      |
| Aten 2004 Detaljer...           | Kerri Walsh och Misty May (USA)                    | Shelda Bede och Adriana Behar (BRA)                | Holly McPeak och Elaine Youngs (USA)       |
| Peking 2008 Detaljer...         | Kerri Walsh och Misty May-Treanor (USA)            | Wang Jie och Tian Jia (CHN)                        | Zhang Xi och Xue Chen (CHN)                |
| London 2012 Detaljer...         | Kerri Walsh Jennings och Misty May-Treanor (USA)   | Jennifer Kessy och April Ross (USA)                | Juliana Silva och Larissa França (BRA)     |
| Rio de Janeiro 2016 Detaljer... | Laura Ludwig och Kira Walkenhorst (GER)            | Ágatha Bednarczuk och Bárbara Seixas (BRA)         | Kerri Walsh Jennings och April Ross (USA)  |
| Tokyo 2020 Detaljer...          | Alix Klineman och April Ross (USA)                 | Taliqua Clancy och Mariafe Artacho del Solar (AUS) | Joana Heidrich och Anouk Vergé-Dépré (SUI) |
| Paris 2024 Detaljer...          | Ana Patrícia Ramos och Eduarda Santos Lisboa (BRA) | Melissa Humana-Paredes och Brandie Wilkerson (CAN) | Tanja Hüberli och Nina Brunner (SUI)       |

### Herrar
| Spel                            | Guld                                         | Silver                                             | Brons                                       |
| Atlanta 1996 Detaljer...        | Karch Kiraly och Kent Steffes (USA)          | Mike Dodd och Mike Whitmarsh (USA)                 | John Child och Mark Heese (CAN)             |
| Sydney 2000 Detaljer...         | Dain Blanton och Eric Fonoimoana (USA)       | Zé Marco de Melo och Ricardo Santos (BRA)          | Axel Hager och Jörg Ahmann (GER)            |
| Aten 2004 Detaljer...           | Ricardo Santos och Emanuel Rego (BRA)        | Javier Bosma och Pablo Herrera (ESP)               | Stefan Kobel och Patrick Heuscher (SUI)     |
| Peking 2008 Detaljer...         | Phil Dalhausser och Todd Rogers (USA)        | Márcio Araújo och Fábio Luiz Magalhães (BRA)       | Ricardo Santos och Emanuel Rego (BRA)       |
| London 2012 Detaljer...         | Julius Brink och Jonas Reckermann (GER)      | Alison Cerutti och Emanuel Rego (BRA)              | Mārtiņš Pļaviņš och Jānis Šmēdiņš (LAT)     |
| Rio de Janeiro 2016 Detaljer... | Alison Cerutti och Bruno Oscar Schmidt (BRA) | Daniele Lupo och Paolo Nicolai (ITA)               | Alexander Brouwer och Robert Meeuwsen (NED) |
| Tokyo 2020 Detaljer...          | Anders Mol och Christian Sørum (NOR)         | Vjatjeslav Krasilnikov och Oleg Stojanovskij (ROC) | Ahmed Tijan och Cherif Younousse (QAT)      |
| Paris 2024 Detaljer...          | David Åhman och Jonatan Hellvig (SWE)        | Nils Ehlers och Clemens Wickler (GER)              | Anders Mol och Christian Sørum (NOR)        |